# Erik Wallin AB

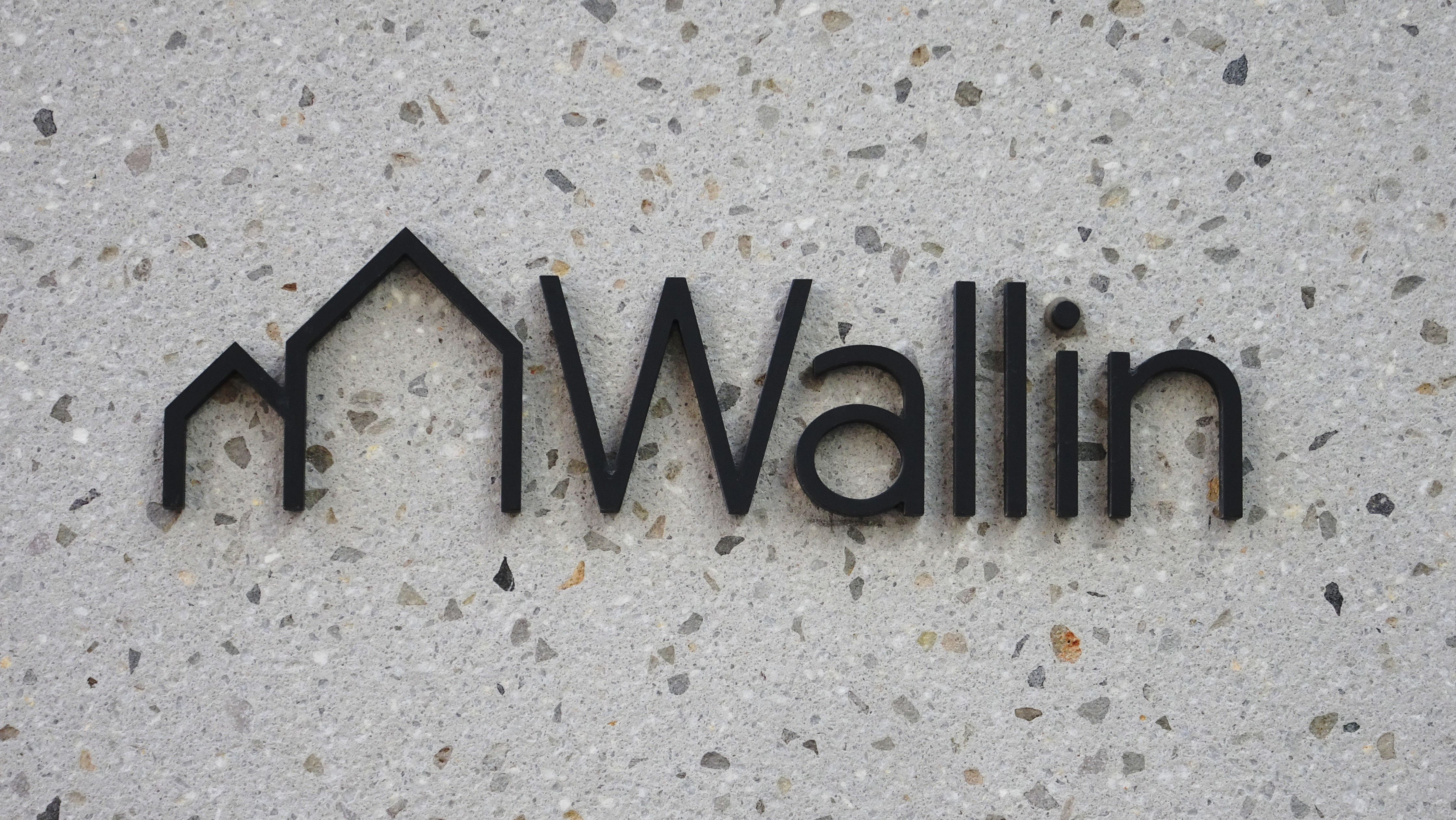
Wallins logotyp på fastigheten Oxford 1 i Hagastaden.

Byggnadsfirman Erik Wallin AB grundades år 1927 och är från början ett familjeägt byggnads- och fastighetsbolag med säte i Stockholm. Fastighetsbolaget kallas numera Wallin Bostad. 

## Historik

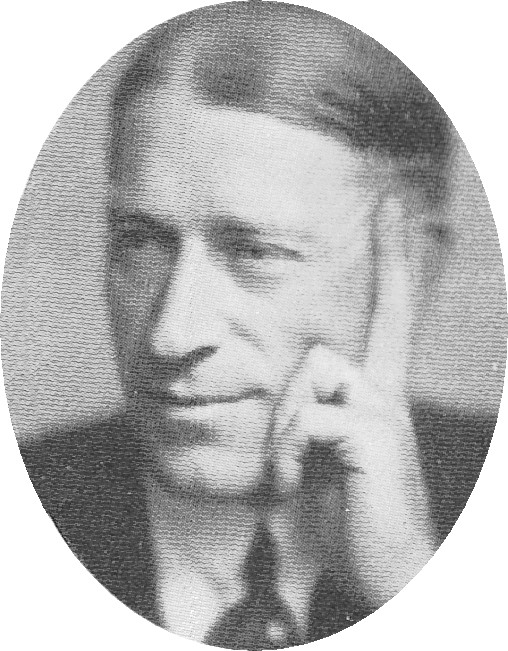
Erik Wallin.

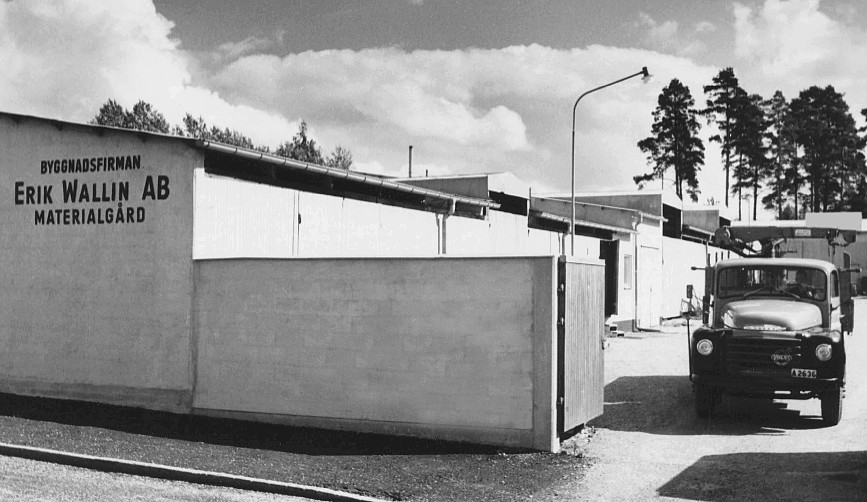
Erik Wallin AB, 1930-tal.

Firman grundades av Erik Wallin. Han utbildade sig till byggnadsingenjör vid Tekniska skolan 1914–1916 och erhöll byggmästares rättigheter år 1927. Samma år startade han en egen byggnadsrörelse. Bland firmans tidiga uppdrag märks de båda Tempovaruhusen vid Kungsgatan 44 och Sankt Eriksgatan 29 som Wallin byggde 1936–1937 för Åhlén & Holm. Därtill kom ett antal flerbostadshus, bland annat på Kungsholmen och Gärdet.
Under efterkrigstiden uppfördes ett stort antal flerbostadshus åt allmännyttan och några centrumanläggningar bland dem i Högdalen, Rågsved och Blackeberg. I samband med utbyggnaden för Stockholms tunnelbana på 1960- och 1970-talen uppförde Wallin de nya tunnelbanestationerna Vårby gård, Fittja, Universitetet, Mörby centrum och Bergshamra. Under 1980-talet genomförde Erik Wallin AB ett antal byggprojekt i egen regi exempelvis nyproduktion av kommersiella anläggningar och ombyggnader av flerbostadshus. Externa entreprenader bestod övervägande av industri- och sporthallsbyggnader.
År 1971 övertogs ledningen av sonen Jerker Wallin som sedan 1964 varit anställd i den av fadern grundade firman. Han var ensam ägare från 1982 till 2008 varefter han ägde bolaget tillsammans med sönerna Karl Jesper och Karl Erik. Nuvarande VD och delägare är Karl Jesper Wallin. Sedan 2021 äger Erik Wallin AB och Besqab AB bolagets aktier till lika delar. I dag är företagets huvudinriktning utveckling och genomförande av nybyggnadsprojekt för bostäder i egen regi.

## Beställda och egna entreprenader (urval)

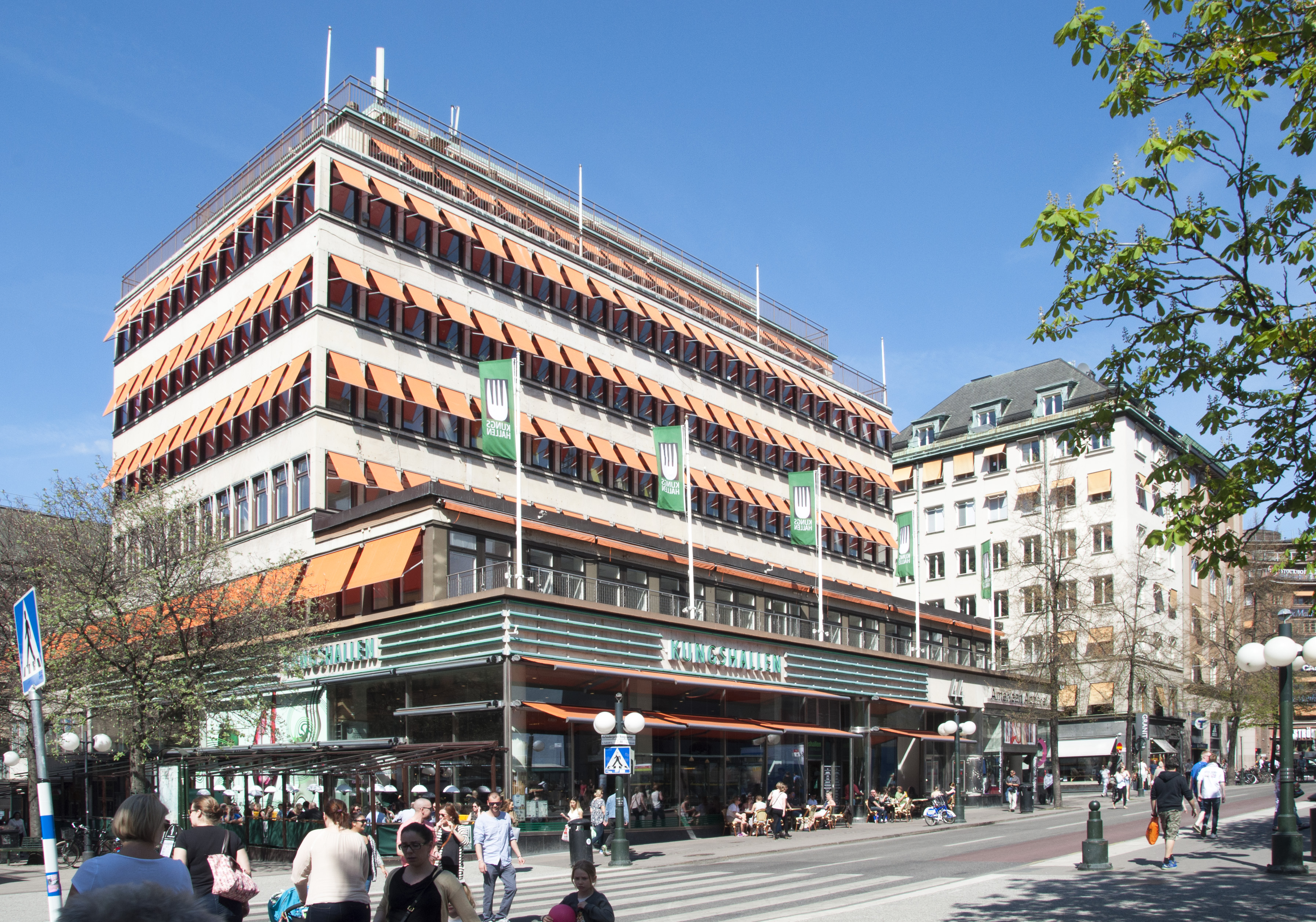
F.d. Tempohuset, Kungsgatan 34 (1937).
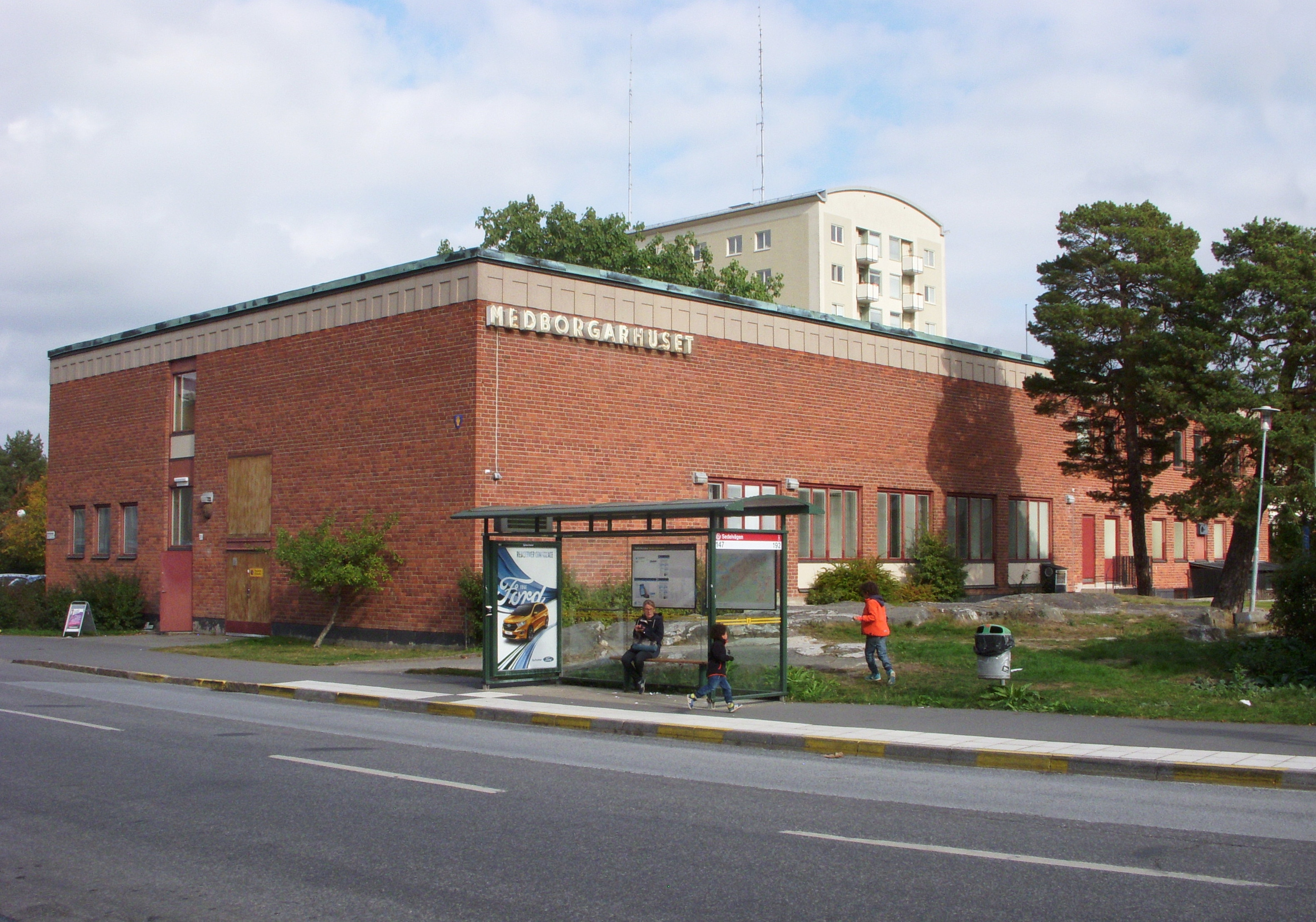
Hägerstensåsens medborgarhus (1957).
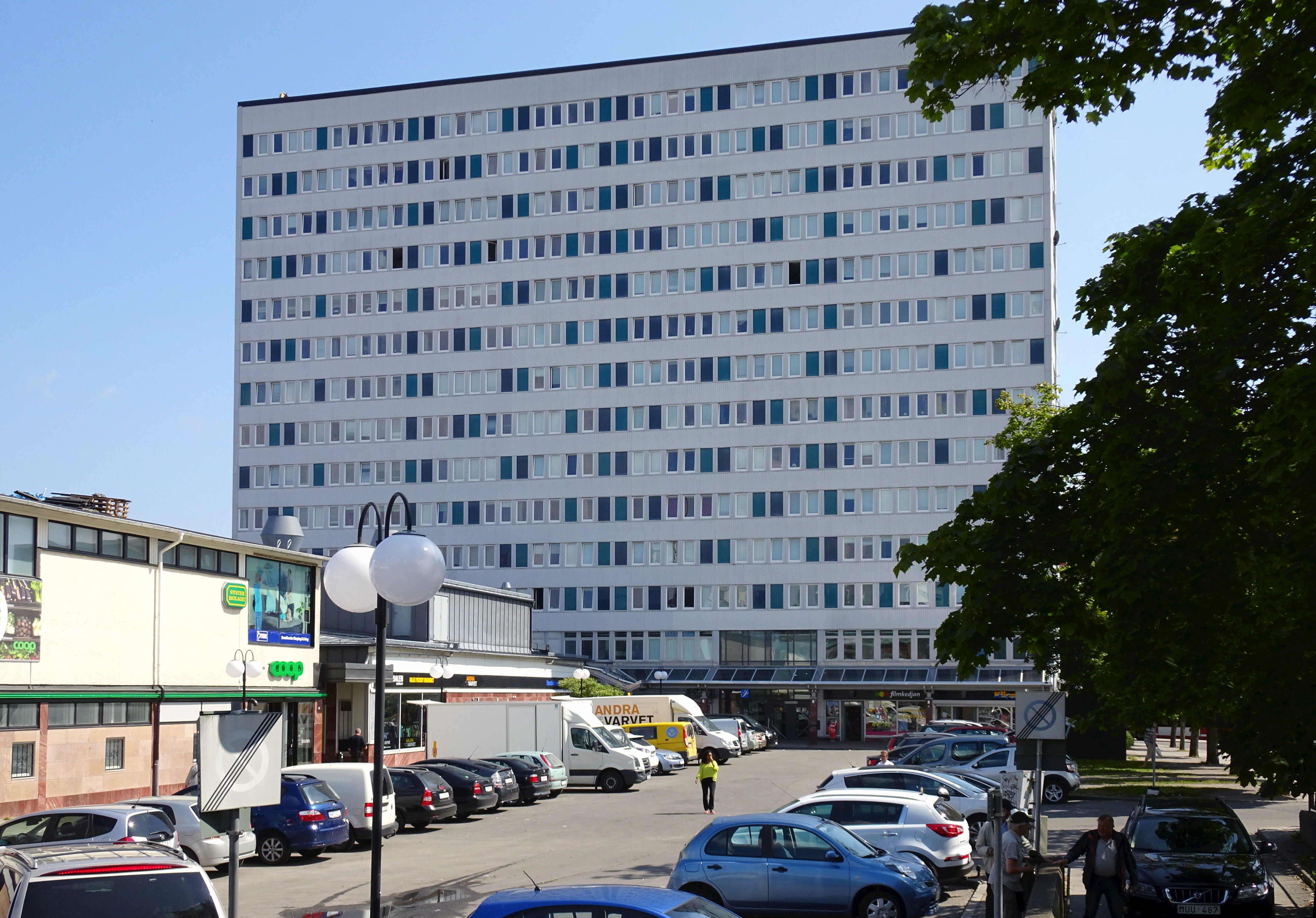
Högdalens centrum, bostadshus (1959).
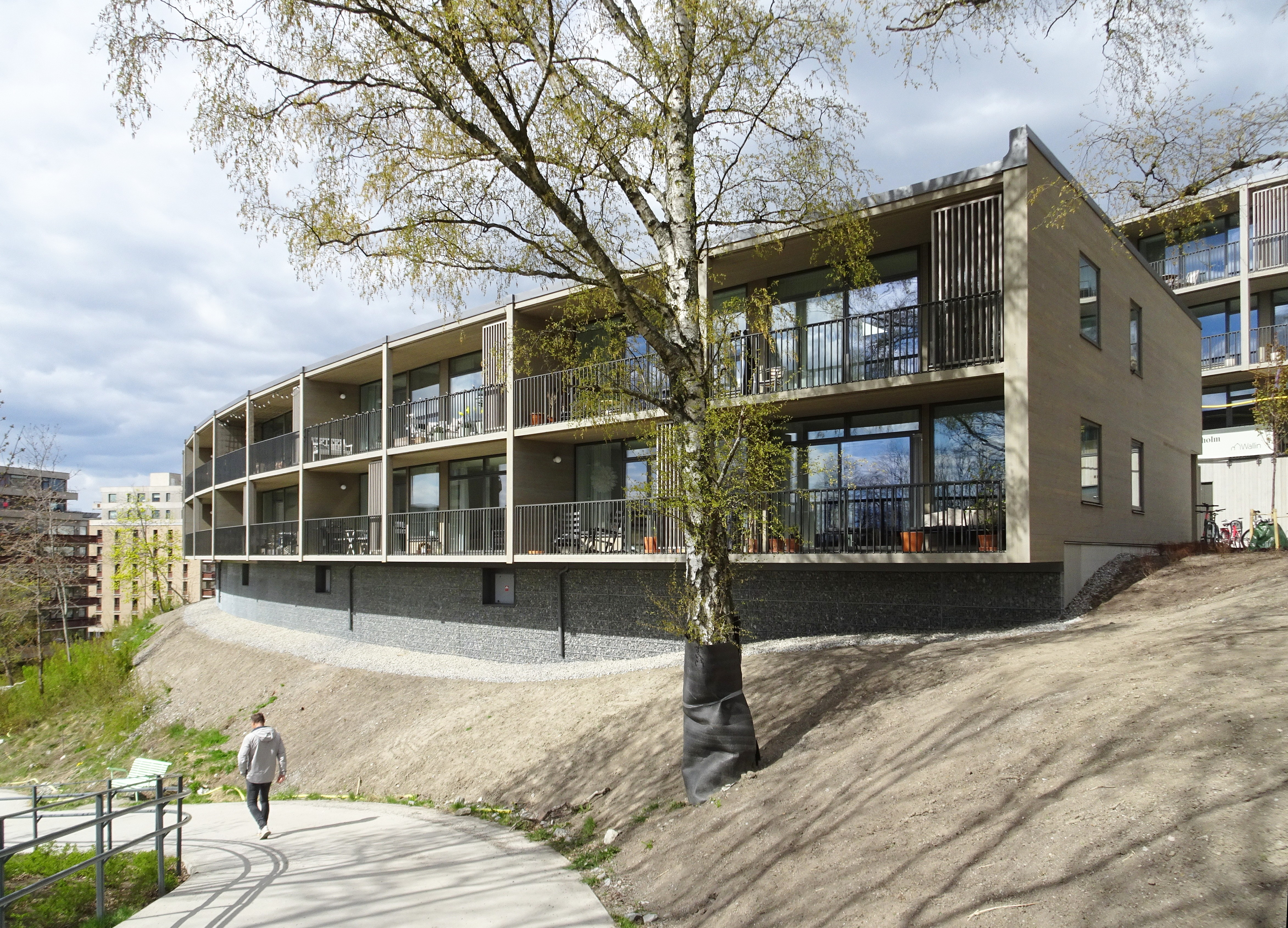
Bergsvåg, bostadshus (2020).
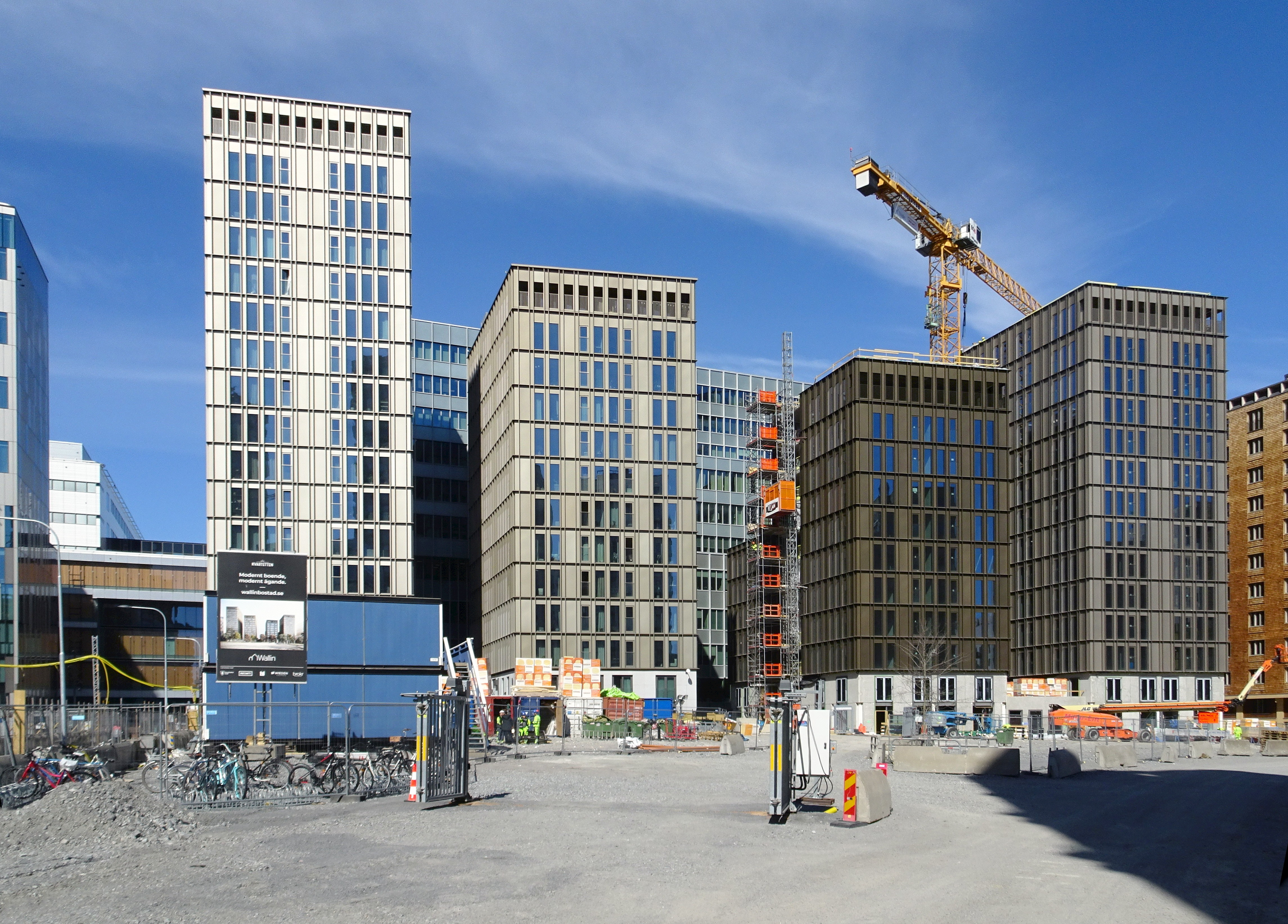
Kvarteren Oxford och Coimbra, bostadshus (2021)